# روبن گئورگیانتس
روبن استپانی گئورگیانتس (گئورگوف (ارمنی: Ռուբեն Ստեփանի Գևորգյանց (Կևորկով)؛ زاده ۳۰ نوامبر ۱۹۴۵ – درگذشته ۲۳ ژوئن ۲۰۱۷) یک کارگردان فیلم و کارگردان اهل ارمنستان بود.

## زندگی‌نامه
وی در ۳۰ نوامبر ۱۹۴۵ در ایروان به دنیا آمد و از انستیتو دولتی هنرهای زیبای ارمنستان فارغ‌التحصیل گشت. وی همچمنین برنده جوایزی همچون چهره هنری شایسته ارمنستان شوروی (۱۹۸۲)، هنرمند مردمی جمهوری ارمنستان (۲۰۰۶) و مدال طلای وزارت فرهنگ جمهوری ارمنستان شده‌است. وی در ۲۳ ژوئن ۲۰۱۷ در سن ۷۱ سالگی در ایروان درگذشت.